# Гареев, Радик Арсланович
Радик Арсланович Гареев (23 марта 1956, Янаул — 29 октября 1996, Уфа) — оперный и эстрадный певец (баритон), один из самых популярных оперных певцов Башкортостана. Народный артист РСФСР (1989) и Народный артист Башкирской АССР (1983). Член-корреспондент Международной академии искусств. 
Радик Гареев был известен публике и любим ею не только как оперный певец, но и как концертный исполнитель с обширным и разнообразным репертуаром, включающим произведения классики, народного творчества и башкирских композиторов.

## Биография
Радик Гареев родился восьмым из девяти детей.
Музыкальные способности будущего певца проявились ещё в детстве. В доме всегда звучала музыка: родители, братья и сестры пели популярные советские песни и народные — башкирские, татарские, русские. Радик подхватывал мелодию, легко переходя с языка на язык.
В 1973 году вышел на экраны СССР телесериал «Вечный зов», в котором Радик исполнил песни «Родина суровая и милая», «Земля родная, помни нас» и «Вечный зов родной земли».
В 1985 году он открывал заключительный концерт фестиваля «Песня-85» песней Александры Пахмутовой на стихи Николая Добронравова «Во имя жизни».
Скончался в Уфе в 1996 году. Похоронен на мусульманском кладбище.

## Образование
В пятнадцать лет поступил в музыкальное училище, окончил в 1979 году. Затем на вокальный факультет Уфимского института искусств (ныне УГАИ), окончил в 1983 году.

## Работа
Студентом второго курса приглашён в оперный театр, где и работал до конца своей жизни.
В 1990—1994 годах директор Башкирского государственного театра оперы и балета, продолжая выступать и как оперный солист.

## Награды и звания
- Народный артист РСФСР (1989)
- Народный артист Башкирской АССР (1983)
- обладатель Гран-при Международного фестиваля политической песни «Красная гвоздика» (Сочи, 1983)
- Лауреат Республиканской премии имени Г. Саляма (1983)